# Bart De Wever
Pour les articles homonymes, voir De Wever et BDW.
 (février 2016).
Bart De Wever (/ˈbɑrt də ˈʋeːvər/), également désigné par ses initiales BDW, né le 21 décembre 1970 à Mortsel, est un homme d'État belge néerlandophone membre de la Nieuw-Vlaamse Alliantie (N-VA), dont il était le président de 2004 à 2025. Il est Premier ministre de Belgique depuis le 3 février 2025.
Il préside la N-VA, parti politique nationaliste de droite prônant le confédéralisme en Belgique, depuis 2004. Il siège successivement au Parlement flamand, à la Chambre des représentants et au Sénat à partir 2004. Son parti remporte toutes les élections fédérales à compter de celles de 2010. Il est élu en 2012 bourgmestre d'Anvers.
Il joue un rôle dans toutes les périodes de formation post-électorales à partir de 2010. À la suite du scrutin de 2024, il constitue au bout de sept mois une coalition « Arizona » avec les libéraux (MR) et les sociaux-libéraux (Engagés) francophones, et les chrétiens-démocrates (CD&V) et les socialistes (Vooruit) flamands. Il devient alors le premier nationaliste flamand à accéder à la direction du gouvernement fédéral.

## Biographie

### Jeunesse et formation
Bart Albert Liliane De Wever naît le 21 décembre 1970 à Mortsel, une ville néerlandophone de Belgique située en Région flamande, dans la banlieue d'Anvers. Son père est cheminot, sa mère commerçante. Politiquement proche de la Volksunie, un parti soutenant le nationalisme flamand,,, il grandit dans un milieu qui défend fortement les revendications flamandes. Son grand-père avait été secrétaire de la Ligue nationale flamande, un parti flamand d'extrême droite de l'entre-deux-guerres, reconnu parti unique par l'occupant nazi, et son père était un militant de la Volksunie. Toutefois, lors d'une interview, Bart De Wever tempéra le passé de son grand-père en affirmant qu'il n'avait pas réalisé d'actes de collaboration,. Alors qu'il a à peine trois ans, sa famille l'emmène à une manifestation en faveur de la scission de l'arrondissement de Bruxelles-Hal-Vilvorde. Son frère, Bruno De Wever, né à Mortsel en 1960, deviendra comme lui, un historien s'intéressant de près au nationalisme flamand.  Il est aussi professeur au département d'histoire à l'Université de Gand et spécialiste du mouvement flamand.  Bruno est aussi membre du conseil scientifique du Centre d’études et documentation Guerre et sociétés contemporaines. Il a publié de nombreux articles et ouvrages sur l’histoire de la Seconde Guerre mondiale et sur le nationalisme en Belgique. Durant son enfance, Bart De Wever habitait dans un appartement situé au-dessus des locaux du Vlaams Nationaal Jeugdverbond (mouvement de jeunesse indépendantiste flamand) dont ses parents étaient concierges, Bart De Wever en sera membre durant sa jeunesse.  Il a également une sœur, Karina née en 1967,.
Bart De Wever est titulaire d'une licence d'histoire et d'une agrégation pour l'enseignement secondaire supérieur à la Katholieke Universiteit Leuven. Durant ses années d'études, il est membre du Liberaal Vlaams Studentenverbond (Fédération des étudiants libéraux flamand), et des sections d'Anvers et de Louvain du Katholiek Vlaams Hoogstudentenverbond (KVHV, Union des étudiants catholiques flamands, 1991-1994),.
En 1996, il est élu membre du conseil du district de Berchem,. Il est également assistant en histoire à la KUL. Il y participe, en tant que collaborateur scientifique, à l’élaboration de la Nouvelle Encyclopédie du Mouvement flamand.
Il prépare un doctorat dont le sujet de thèse est « Le Mouvement nationaliste flamand de l'après-guerre »,. Il abandonne finalement cette thèse de doctorat pour se consacrer entièrement à la politique,.

### Fondation de la N-VA et premiers succès
En 2001, Bart De Wever fonde, avec Geert Bourgeois, la Nieuw-Vlaamse Alliantie (N-VA). Ce parti naît de l'éclatement de la Volksunie, parti nationaliste flamand qui a fait plusieurs fois partie du gouvernement belge. Comme la Volksunie, la N-VA défend les intérêts de la Flandre et souhaite son indépendance,.
Son parti a alors relativement peu de poids dans le paysage politique belge. Lors des élections législatives fédérales belges de 2003, Bart De Wever se présente en tant que tête de liste à Anvers. Il n'est pas élu et la N-VA n'obtient qu'un seul siège sur 150 à la chambre des représentants. Celui-ci revient à Geert Bourgeois, le président du parti. Le Vlaams Blok, parti nationaliste flamand d'extrême droite, gagne de son côté 18 sièges de députés.
En 2004, la N-VA fait alliance avec le CD&V, une des formations politiques les plus importantes du pays. Les deux partis forment un cartel et présentent une liste commune aux élections régionales de 2004. Le cartel CD&V-N-VA remporte ces élections et devient la formation dominante du gouvernement de la région flamande. Yves Leterme, du CD&V, en est le président. La N-VA obtient, avec Geert Bourgeois, le ministère flamand des Affaires administratives, de la Politique extérieure, des Médias et du Tourisme. Bart de Wever est lui élu député au parlement flamand. Cette même année, il devient président de la Nieuw-Vlaamse Alliantie.
Le 6 janvier 2005, il attire l'attention du grand public en menant un convoi de 12 camionnettes dans le sud du pays. C'est le nombre de véhicules qui serait, selon son parti, nécessaire pour transporter, en coupures de 50 euros, l'argent versé chaque année par la région flamande aux régions wallonne et bruxelloise. Il fait symboliquement verser ce faux chargement au pied de l'ascenseur à bateaux de Strépy-Thieu, situé en région wallonne,,,. Bart de Wever veut dénoncer par là les transferts financiers, qu'il estime trop élevés, de la Flandre vers la Wallonie. Il s'en expliquera plus tard : « C'était une action très extrême et, allez, pas très fine, admet Bart De Wever. Je voulais signifier que la Flandre est prête à une solidarité efficace, mais pas à des transferts sans fin et sans conditions. ».
Aux élections communales de décembre 2006, il est élu au conseil communal de la ville d'Anvers, pour un mandat allant de 2007 à 2012.

### Négociations après les élections de 2007
Aux élections législatives de juin 2007, Bart De Wever figure en deuxième position sur la liste du cartel CD&V-NVA menée par Inge Vervotte dans l'arrondissement d'Anvers. Il est élu député fédéral avec 41 962 voix. Le cartel CD&V-N-VA devient le groupe le plus important à la Chambre des représentants de Belgique, avec 30 députés, dont 5 de la N-VA. Bart De Wever participe dès lors, aux côtés d'Yves Leterme, chef de file du Cd&V, aux discussions avec les autres partis pour former un nouveau gouvernement. C'est une période de crise politique, les responsables des partis peinant à s'entendre sur un projet de gouvernement et surtout une réforme de l'État fédéral. En août 2007, alors qu'il se rend à la table des négociations, Bart De Wever, déclare franchement que le piétinement des débats sert la cause de son parti. En décembre 2007, au bout de 192 jours de tergiversations, un gouvernement de transition (Verhofstadt III) est constitué pendant que les débats de fond continuent entre les chefs des partis.
Les négociations aboutissent finalement en mars 2008, à la formation du Gouvernement Leterme I, composé de cinq partis. La N-VA refuse de participer à ce gouvernement mais vote cependant la confiance. Tout en restant l'allié du Cd&V, Bart de Wever regrette le peu d'engagements concrets des partis en vue d'une réforme de l'État : « Nous avons promis à nos électeurs que nous n'entrerons pas dans un gouvernement sans avoir la certitude qu'il y aurait une importante réforme de l'État. On sait bien qu'on ne réalisera pas tout notre programme. Mais il faut des avancées sur la régionalisation des leviers socio-économiques : le marché du travail, fiscalité, etc. Ce sera aussi bénéfique pour la Wallonie. ». Durant toute cette période, la fermeté de Bart De Wever sur la question de la réforme de l'État et sa défense des intérêts communautaires séduisent de nombreux Flamands et augmentent le potentiel électoral de son parti,.
Pour faire avancer la réforme de l'État, le premier ministre Yves Leterme propose de dialoguer de communauté à communauté. À la mi-août, Bart De Wever juge que le résultat des discussions sur la restructuration de l'État sont très insatisfaisants. À la même période, plusieurs journaux annoncent que Bart De Wever est sous la protection de la police car il aurait reçu un flux croissant de menaces de mort émanant de francophones,.
Le 21 septembre 2008, réunie en congrès à Gand, la N-VA décide de la scission du cartel qu'elle formait avec le CD&V et rejoint l'opposition,,. Bart De Wever reproche au Cd&V de ne pas tenir ses promesses électorales concernant la réforme de l'État et de faire trop de concessions aux francophones.

### Popularité croissante en Flandre
Lors des élections régionales du 7 juin 2009, Bart De Wever est élu député du parlement flamand avec 123 155 voix, soit le 2e meilleur score en Flandre. La N-VA obtient 16 députés sur 124 et est le 5e parti de Flandre. Le parti forme une tripartite, avec les sociaux chrétiens du CD&V et les socialistes du Sp.a, pour diriger la Région flamande. Deux membres de la N-VA, Philippe Muyters et Geert Bourgeois sont nommés ministres dans ce gouvernement.
En 2009, Bart De Wever est candidat à un jeu télévisé, « Slimste mens ter wereld » (« l’homme le plus intelligent du monde ») sur la chaîne flamande VRT. Ce jeu remporte depuis des années un succès d'audience important en Flandre et a été élu plusieurs fois meilleure émission de détente. De Wever participe à une série d'émissions, allant jusqu'en finale. Ses prestations contribuent à sa popularité, les téléspectateurs étant séduit par sa franchise, son esprit et son sens de la répartie,,.
Cette même année, il est élu homme de l’année au palmarès de la VRT.

### Au cœur des négociations après les élections de 2010

#### Succès de la N-VA aux élections de 2010
Le 13 juin 2010, aux élections législatives fédérales belges, Bart De Wever est élu sénateur avec 785 776 voix de préférence, soit le meilleur résultat des hommes politiques flamands. La Nieuw-Vlaamse Alliantie, dont il est le président, devient le premier parti de Belgique avec 17,40 % des suffrages et 27 sièges sur 150 à la chambre des représentants. Son parti est ainsi un acteur central en vue de la formation d'une majorité parlementaire et d'un gouvernement de coalition,. Le 17 juin 2010, Bart De Wever est donc nommé informateur par le roi Albert II, c'est-à-dire chargé d'une mission d'information afin de voir comment et avec quels partis une coalition gouvernementale peut être négociée. Il doit notamment arriver à s'entendre avec le parti socialiste francophone (PS), qui a recueilli le plus de suffrages au sud du pays, alors qu'il préfèrerait traiter avec les libéraux (MR et Open VLD),,. Bart De Wever et son parti bénéficient surtout du soutien du parti centriste flamand, le CD&V,.
Le 8 juillet, Bart de Wever rend son rapport au roi. Il voit des points de « convergences » entre les partis en présence, dont la N-VA et le PS, mais les trouve trop limités pour entamer la formation d'un gouvernement.

#### Crise politique et rupture des négociations

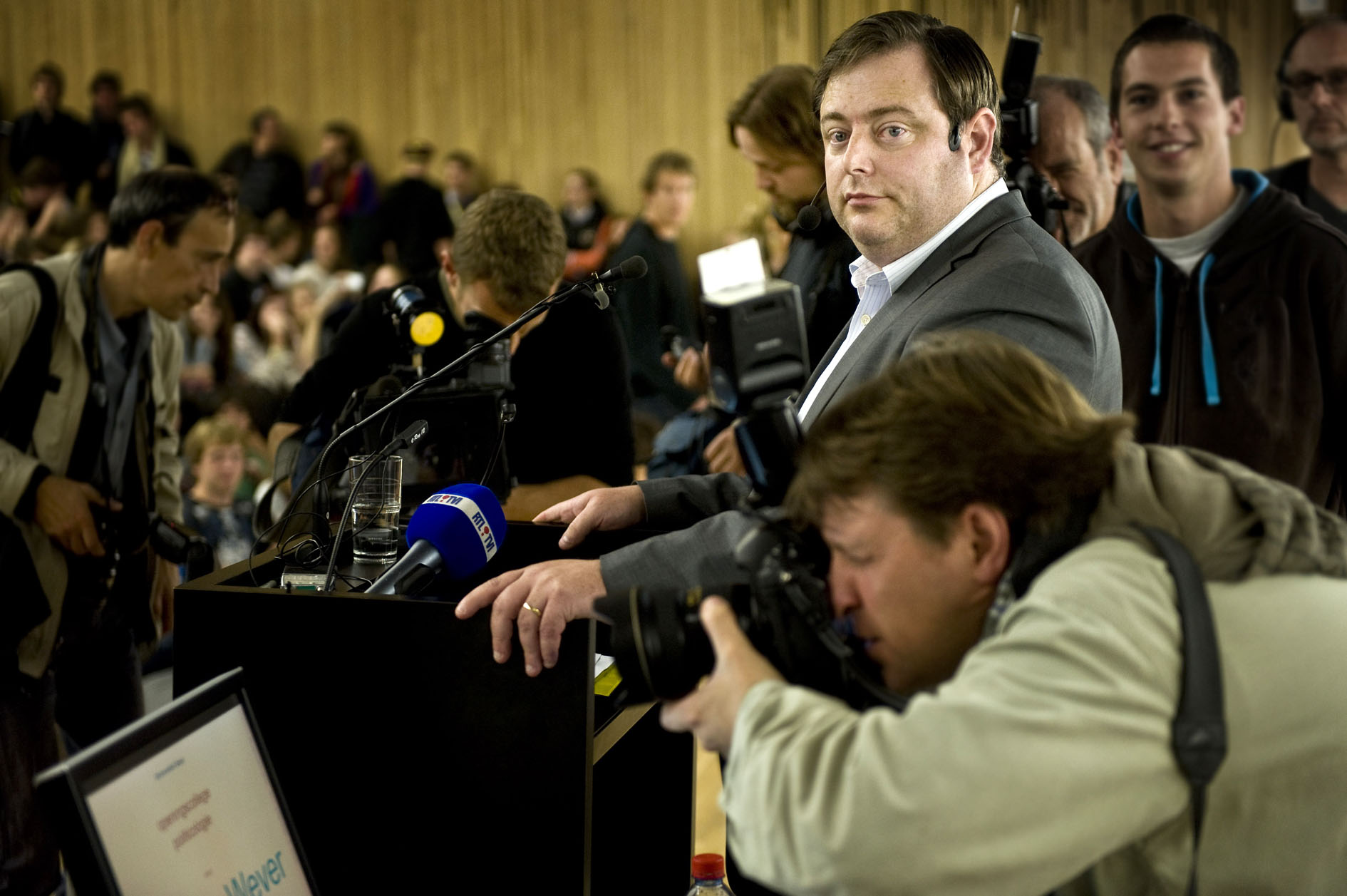
Bart De Wever en septembre 2010.

Fin août, des tensions entre socialistes francophones et la N-VA se font jour sur la question de la régionalisation de l’impôt des personnes physiques et sur le statut de Bruxelles. Le 23 août, la menace du séparatisme est clairement exprimée lors d'une altercation entre Bart De Wever et Laurette Onkelinx (PS).
Le 4 octobre, Bart De Wever rompt les négociations et déclare qu'elles ont échoué. Il invite « tous les partis » à « remettre les compteurs à zéro », avec confiance, dans les débats sur la réforme de l’État et la formation d’un gouvernement,. Il déclare que les concessions faites par les francophones lors des discussions sont « des pas de nains de jardin » aux yeux des Flamands. Des observateurs lisent aussi dans cette rupture la volonté du président de la N-VA de faire venir les partis libéraux à la table des négociations.
Le 8 octobre 2010, soit 117 jours après les dernières élections en Belgique, le Roi Albert II confie une mission de clarification de dix jours à Bart De Wever sur les points difficiles, comme le statut de Bruxelles-Hal-Vilvorde, les transferts financiers vers les régions et l'attribution de nouvelles compétences aux entités fédérées,. Le 17 octobre, ce dernier rend une note qui établit les concessions maximales que la N-VA est prête à faire. Ce rapport est jugé inacceptable, car trop peu consensuel, par les partis francophones.

#### Lassitude et incertitudes
En cette période de crise politique, la popularité de Bart De Wever et celle de son parti restent très importantes en Flandre. D'après un sondage réalisé entre le 26 novembre et le 10 décembre 2010, Bart De Wever est de loin l'homme politique le plus apprécié et la N-VA obtiendrait trois pour cent de voix en plus en Région flamande en cas de nouvelles élections.
Le 12 décembre 2010, dans un entretien au magazine allemand Der Spiegel, Bart De Wever déplore que les Wallons s'opposent aux importantes réformes institutionnelles qu'il souhaite. Il déclare qu'« il est chaque jour plus difficile de former un gouvernement fédéral. Si nous rentrons dans un tel gouvernement, nous courons le risque de perdre les prochaines élections. Nous avons été élus parce que nous prônons des réformes radicales et parce que les électeurs nous font confiance pour ne pas capituler après 6 mois de négociations. ». Le 22 décembre, Bart De Wever se dit épuisé physiquement et mentalement par les discussions et déclare son incertitude.
Le 25 décembre 2010, cette crise devient la plus longue de l'histoire politique belge avec 195 jours sans gouvernement,.
Fin décembre, Bart De Wever est élu homme de l'année par les quotidiens du Groupe Sud Presse et par un jury du journal Le Soir.
Interrogé pendant cette longue crise sur ces « remarques fondamentales » que son parti voudrait faire, Bart De Wever déclare « Je pense que nos remarques sont inacceptables pour les francophones et que les remarques des francophones sont inacceptables pour nous. Et si après six mois on en est à ce point, il est temps de faire des conclusions. ».

#### Nouvelles tentatives d'accord institutionnel
En février 2011, Albert II confie au libéral francophone Didier Reynders (MR) une mission d'information sur les possibilités d’arriver à un accord institutionnel. À la suite de leurs défaites aux élections, les libéraux étaient jusque-là absents des discussions. Bart de Wever estime alors que des points d'entente sont envisageables avec le MR, notamment dans le domaine socio-économique et sur le projet d'un État plus confédéral. Mais il est aussi sceptique sur l'issue favorable de négociations sur Bruxelles-Hal-Vilvorde avec les libéraux francophones.
Le 18 mars 2011, Bart De Wever est reçu officiellement à Londres par le Premier ministre britannique David Cameron, marque de reconnaissance qui surprend les observateurs et avive les tensions avec le Cd&V. Le lendemain, il est réélu à la présidence de la N-VA. Selon les sondages, sa popularité, déjà très élevée, augmente encore en Flandre.
Fin 2011 et début 2012, Bart de Wever entame un régime drastique, qui lui fait perdre soixante kilos et modifie son apparence physique en conséquence.

### Élections communales et provinciales du 14 octobre 2012
Lors des élections communales et provinciales d'octobre 2012, la N-VA obtient 28 % sur l'ensemble de la Flandre et un succès dans plusieurs grandes villes flamandes : 22,7 % à Ostende, 19,79 % à Bruges, 17 % à Gand, 16,3 % à Courtrai...
À Anvers, Bart De Wever remporte largement les élections communales avec 37,68 % des voix contre 28,62 % pour la liste de cartel sp.a-CD&V emmenée par le bourgmestre socialiste Patrick Janssens.
Après la victoire de son parti à Anvers et dans de nombreuses communes de la Région flamande, Bart De Wever appelle le premier ministre Elio Di Rupo et les partis politiques francophones à préparer une réforme ouvrant la voie à une Belgique confédérale : « C'est un dimanche jaune et noir! » s'est-il exclamé, « un point de non-retour dans l'histoire, la plus grande victoire électorale depuis la seconde guerre mondiale ». « Les Flamands ont fait le choix du changement », a-t-il ajouté, lançant un appel au premier ministre Di Rupo et aux partis francophones : « Préparez avec nous la réforme confédérale. Prenez vos responsabilités! ».
Le 9 décembre, après de deux mois de négociations, Bart De Wever annonce enfin avoir formé une majorité à Anvers avec le CD&V et l'OpenVLD, renvoyant les socialistes dans l'opposition communale après plusieurs décennies de pouvoir.

#### Critiques de ses adversaires politiques
Dans une interview accordée à une radio publique des Pays-Bas, le bourgmestre socialiste de Gand, Daniël Termont (qui, avec les 45 % de sa liste de cartel sp.a-Groen, réalise un score supérieur à celui de De Wever à Anvers et de très loin supérieur aux 17 % de la N-VA à Gand) estime que le style et le langage de Bart De Wever présentent « beaucoup de similitudes avec l'extrême droite ». Rappelant que De Wever a attiré beaucoup d’électeurs du parti d'extrême droite Vlaams Belang, Termont voit dans son discours du 14 octobre « un langage digne des années trente »,.
Le 31 octobre 2012, Paul Magnette condamne sur son blog ce qu'il juge être « un discours nationaliste et conservateur teinté d'une agressivité qu'on ne lui avait pas connue jusqu'alors ».

### Dirigeant du premier parti de Belgique et réélection à Anvers

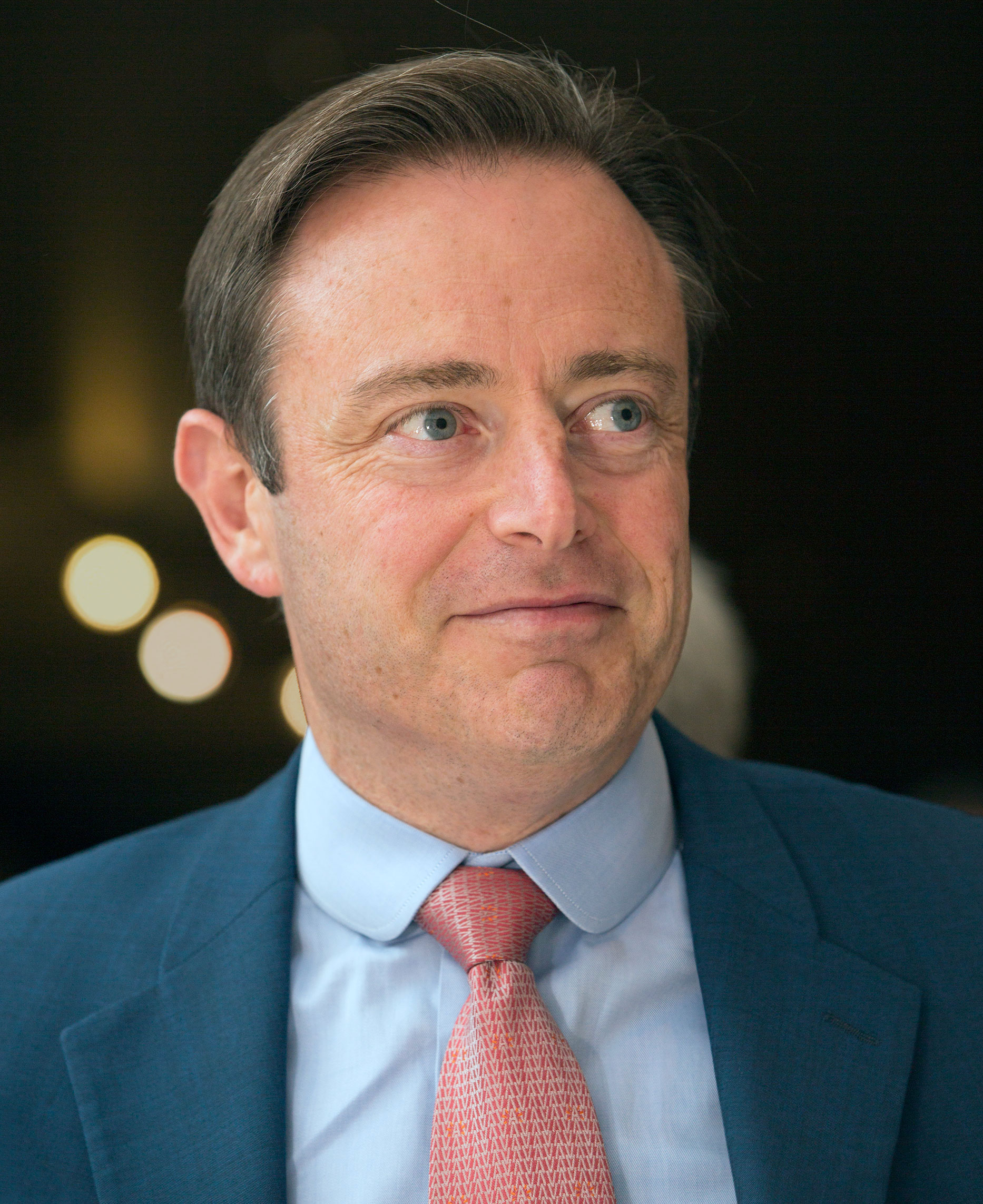
De Wever en 2015.

À la suite de la victoire lors des élections de mai 2014 (la N-VA obtient environ 20,3 % des voix à l'échelle fédérale, mais 32,4 % des voix en Flandre), Bart De Wever est nommé informateur par le roi Philippe afin de constituer une majorité au niveau fédéral. Cependant, à la suite du refus du Centre démocrate humaniste (cdH) de s'associer à la N-VA, lié à un désaccord sur la position séparatiste du parti indépendantiste, sa mission d'information se solde par un échec. Il est déchargé de cette mission le 25 juin 2014. Finalement, le 7 octobre 2014, un accord est signé entre son parti, la NVA, avec le MR, le CD & V et le Open VLD : il concerne la formation d'un gouvernement de coalition de centre-droit dit « suédoise » ou « kamikaze » par ses détracteurs qui doit être dirigé par Charles Michel, désigné Premier ministre, bien que la NVA en détienne la plupart des ministères-clés. De Wever choisit, pour sa part, de rester bourgmestre d'Anvers.
Il fait de la N-VA le plus libéral des grands partis belges. La défense de l'entreprenariat constitue l'un des points clés de son programme, et il s'engage contre toute hausse d'impôt et pour la réduction des dépenses publiques, en particulier dans le domaine social. Il souhaite également limiter les allocations de chômage dans le temps, supprimer les prépensions, reculer l'âge de la retraite et diminuer le nombre de fonctionnaires. Il propose par ailleurs de transférer aux régions certaines compétences en matière de fiscalité et de sécurité sociale.
Le 18 novembre 2017, unique candidat à sa succession, Bart De Wever est réélu à la tête de la N-VA pour son cinquième mandat, scellant ainsi son statut de véritable représentant du parti et de la mouvance nationaliste flamande. Il est aussi largement réélu au mayorat d'Anvers lors des élections communales et provinciales belges de 2018, avec 35% des voix.
En décembre 2018, refusant d'être associé à un gouvernement fédéral qui valide le Pacte mondial sur les migrations (également appelé « Pacte de Marrakech »), Bart De Wever et la NVA décident de quitter la coalition gouvernementale. Certains voient dans cette décision un début de campagne électorale, préparant les élections fédérales de 2019.
Il menace en juillet 2020 de bloquer toute participation de la NVA à un gouvernement comprenant des partis qui voteraient en faveur de l’allongement de 12 à 18 semaines du délai pour procéder à un avortement.
Le 20 juillet 2020, Paul Magnette et lui-même sont chargés par le roi Philippe de prendre toutes les initiatives permettant d’installer un gouvernement fédéral avec une large majorité parlementaire. Deux priorités liées au Covid-19 sont pointées du doigt : l’absence de plan d’urgence pour répondre à un retour possible de la pandémie ainsi que la nécessité d’un plan de relance pour faire face aux milliers d’emplois qui risquent d’être perdus. Une nouvelle réforme de l’État est envisagée, avec le souhait affiché de rendre le système institutionnel belge plus efficace. Le 17 août, il rend le mandat.

### Élections législatives fédérales de 2024 et formation du gouvernement

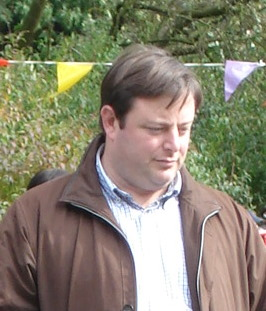
Bart De Wever en 2008.

La N-VA sort premier parti du pays lors des Élections législatives fédérales belges de 2024. Bart De Wever est, lui-même élu député avec 255 446 voix en province d'Anvers. Il est nommé par le roi Philippe informateur le 12 juin 2024. Le 21 juin, Bart De Wever déclare que seule une coalition Arizona (N-VA, MR, LE, Vooruit, CD&V) lui paraît viable. Après un second rapport, il est alors déchargé de sa mission par le roi pour être nommé dans la foulée préformateur en vue d'avancer sur la coalition. Le 10 juillet, après avoir remis son premier rapport en tant que préformateur, Bart De Wever est nommé formateur par le roi. Les négociations échouent cependant et le 23 août 2024 Bart De Wever remet son mandat de formateur au roi, qui accepte sa démission. Selon Bart De Wever, « C’est sans aucun doute la plus grande déception politique de ma vie. ». Il reconnait son échec mais estime que le rôle de Premier ministre lui revient, son parti ayant le plus grand nombre de sièges. Après la mission de médiation de Maxime Prévot, le roi nomme à nouveau Bart De Wever aux fonctions de formateur, « dans l’optique d’une poursuite rapide des négociations entre les cinq partenaires pressentis pour la future coalition ». Il démissionne le 4 novembre 2024, « n’ayant pas obtenu l’accord de tous les partenaires actuellement impliqués dans les négociations ». Le roi demande à Bart De Wever de mener des consultations supplémentaires jusqu'au 12 novembre. Le 12 novembre, Bart De Wever est reconduit deux semaines comme formateur en vue de trouver un partenaire pour négocier avec les quatre partis pressentis dans une coalition (N-VA, MR, Engagés et CD&V). Son mandat est de nouveau reconduit successivement jusqu'au 10 décembre 2024, jusqu'au 7 janvier 2025 et jusqu'au 31 janvier 2025. Le 2 février 2025, un accord est finalement conclu avec Vooruit, le CD&V, le MR et Les Engagés pour la formation d'un gouvernement fédéral.

### Premier ministre de Belgique

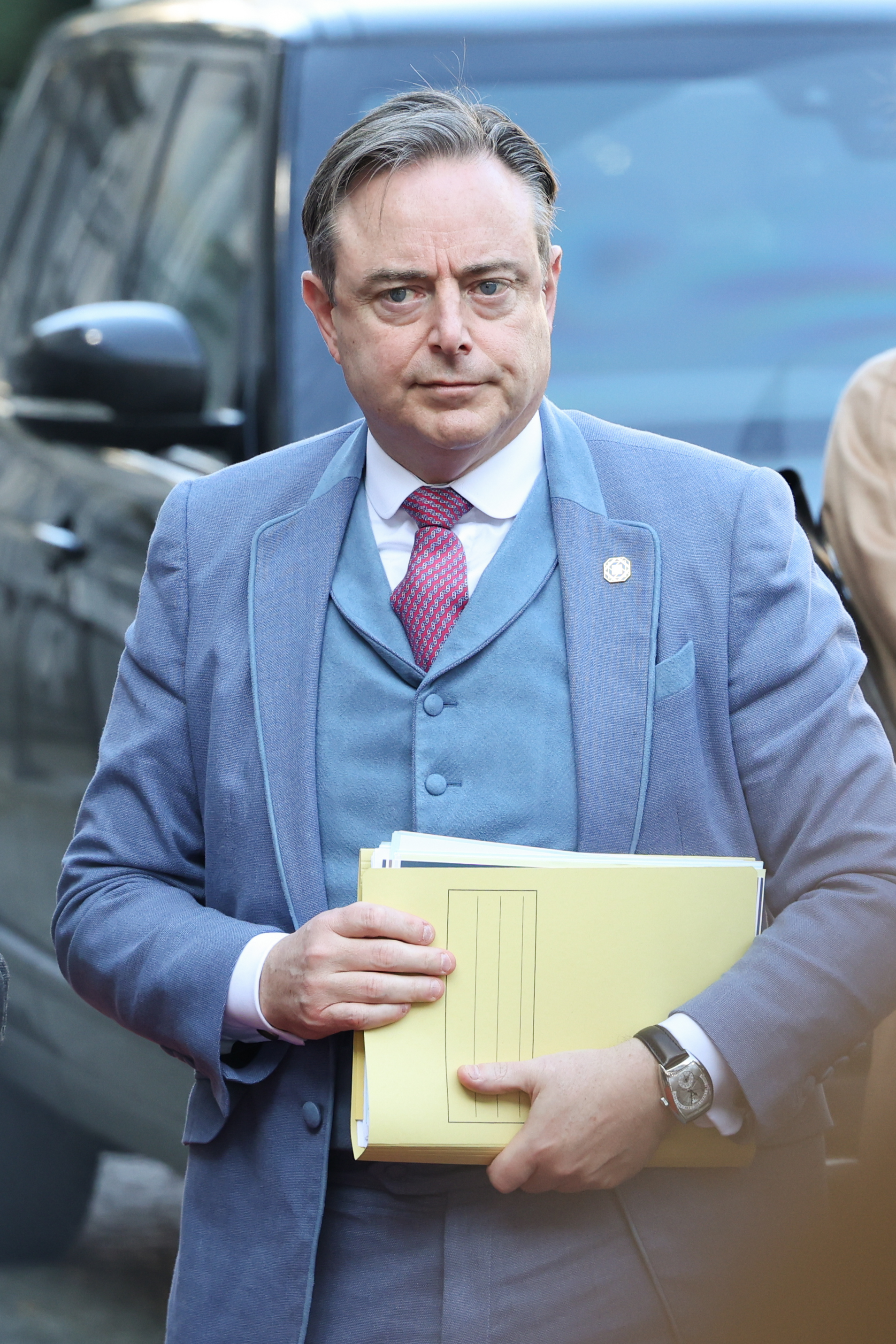
De Wever le 3 février 2025, lors d'une réunion informelle des dirigeants de l'Union européenne se tenant au Palais d’Egmont.

Le 3 février 2025, le gouvernement De Wever est formé avec Bart de Wever comme Premier ministre. À ce moment, il démissionne de son poste de président de N-VA et bourgmestre d'Anvers,.
Le 24 février 2025, l'échevine d'Anvers Els Van Doesburg devient bourgmestre faisant fonction  prenant ainsi la succession de Bart De Wever à la tête de la métropole anversoise.

#### Politique étrangère
En mars 2025, De Wever est invité par le Premier ministre néerlandais Dick Schoof à une réunion de dirigeants européens « réalistes en matière de migration ». Giorgia Meloni, Mette Frederiksen, ainsi que des représentants de la Hongrie et de l'Autriche participent également à cette réunion. Selon plusieurs journalistes, cette réunion est composée de dirigeants européens souhaitant mettre en œuvre des politiques d'immigration plus strictes dans leur pays et exercer une plus grande influence sur le processus décisionnel de l'UE en matière de politique d'asile. Leur objectif est notamment de pousser l'UE et la présidente de la Commission européenne, Ursula von der Leyen, à adopter des mesures de contrôle des frontières plus strictes, telles que la construction de « centres de retour » pour les migrants en dehors de l'Europe,.
En avril 2025, De Wever a annoncé que la Belgique ignorerait désormais le mandat d'arrêt lancé contre Benyamin Netanyahou par la Cour pénale internationale, ce qui marque un changement de position par rapport au précédent gouvernement qui s'était engagé à respecter le mandat.

## Position sur le séparatisme
La Nieuw-Vlaamse Alliantie (N-VA), le parti de Bart De Wever, souhaite l'indépendance de la Flandre, négociée dans le cadre européen. Mais c'est aussi un parti qui pourrait peut-être participer à une coalition gouvernementale à la tête de l'État belge,.
Si l'indépendance de la Flandre est le point no 1 du programme de la N-VA, Bart De Wever esquive souvent ce point car il risquerait de perdre des électeurs plus modérés. Pour le politologue anversois Dave Sinardet : « Bart De Wever ne tient plus un discours nationaliste traditionnel, qui demande l’autonomie au nom de l’existence d’une nation flamande. Lui ne parle presque jamais d’identité flamande ; son argument est plutôt que la Belgique ne fonctionne plus, qu’il y a des points de vue différents. » (...) « Il donne l’impression de livrer une analyse objective, comme un politologue ».
Bart De Wever a plusieurs fois tenu cette position, présentant la disparition du pays comme une issue logique qui va se réaliser progressivement : « (...) on ne peut que constater le dédoublement de la nation belge. Les partis politiques sont scindés, le réseau belge s'évapore. (...) C'est une évolution à long terme. Et je ne vois pas pourquoi cela s'arrêterait. Ce n'est pas une circonscription fédérale qui pourrait changer le cours de l'histoire. Mais il y a beaucoup de problèmes comme le statut de Bruxelles. Je suis un conservateur. Pas un révolutionnaire. Et cela dépend aussi beaucoup de l'évolution de l'Europe. Pour moi d'ailleurs, la Belgique est déjà un niveau supranational. Un niveau national demande une démocratie avec une certaine homogénéité. La Belgique n'est qu'une conférence diplomatique permanente entre deux pays. (...) Je pense que l'évolution va provoquer une évaporation de la Belgique. On n'est pas au Kosovo ni au XIXe siècle. On est membre de l'Union européenne qui, aujourd'hui, décide de 60 pc de nos lois. » (mars 2008).
En juin 2010, en pleine campagne électorale, il précise sa stratégie : « Mon objectif est que la Belgique disparaisse sans que personne s'en aperçoive. Avec la Flandre et la Wallonie, nous avons déjà deux États qui fonctionnent avec chacun son Parlement et son gouvernement. À Bruxelles, le Premier ministre ne préside plus qu'une vaine conférence diplomatique. Il faut laisser le processus aller jusqu'à son terme. » (juin 2010).
Alors que la N-VA devient lors des élections belges du 13 juin 2010, le premier parti de Belgique avec 17,40 % des voix, Bart De Wever se veut toutefois rassurant en ne revendiquant pas, dans l'immédiat, l'indépendance de la Flandre. Cependant, il n'exclut pas que la Belgique disparaisse un jour et que le pouvoir revienne à ses régions et à l'Union européenne.
Le 30 novembre 2010, dans une conférence au cercle de Wallonie, il se présente à nouveau comme un conservateur et dit ne pas vraiment souhaiter la fin de la Belgique : « On veut conserver l'armée et la monnaie et il y a beaucoup de prospérité à défendre en Belgique ». Il rappelle que son parti n'est pas pour une révolution mais « pour une évolution en douceur des pouvoirs de la Belgique fédérale vers les régions et l'Europe. »,.
Le 12 décembre 2010, dans une interview au journal allemand Der Spiegel, il affirme que la Belgique va disparaître et que « l'État belge n'a pas d'avenir » tout en avançant qu'il ne travaille pas lui-même à la fin immédiate de la Belgique. Pour l'heure, il revendique, au nom des flamands, plus de compétences régionales. La justice, les impôts et la politique sociale en région flamande devraient être gérées directement par les flamands eux-mêmes. Quant à la politique étrangère belge, elle devrait se fondre dans celle de l'Union Européenne, Bart De Wever lie ces réformes et leur impact économique avec la viabilité de l'État belge. Le fait qu'elles n'aboutissent pas, en raison, d'après lui, du blocage des négociations par les partis du sud du pays, le pousse à dire « que la Belgique ne fonctionne plus ! », qu'elle est « une nation qui a échoué. » ou encore qu'elle est devenue « le malade de l’Europe »,.
Il réaffirme en 2023 ses positions en faveur d'une confédération : « Je ne pense pas que quoi que ce soit puisse encore fonctionner dans un contexte belge. (...) Dans mon esprit, c’est une certitude évangélique, la Belgique, c’est fini », ajoutant que le statut signifie selon lui « la perte » de l’argent flamand. Il estime que les réformes institutionnelles ne fonctionnent pas et qu'il faut agir « en dehors de la loi ». Cette position suscite une controverse. Dirk Verhofstadt, professeur à l’université de Gand, souligne que la démarche du dirigeant nationaliste « n’est pas extralégale, mais inconstitutionnelle, et donc illégale », et que « les partis démocratiques devraient le signaler ».

## Résultats électoraux

### Parlement flamand
| Année | Circonscription | Voix    | Élu |
| ----- | --------------- | ------- | --- |
| 2004  | Anvers          | 17 665  | Oui |
| 2009  | Anvers          | 123 155 | Oui |
| 2019  | Anvers          | 242 386 | Oui |

### Chambre des représentants
| Année | Circonscription | Voix    | Élu |
| ----- | --------------- | ------- | --- |
| 2003  | Anvers          | 12 125  | Non |
| 2007  | Anvers          | 41 962  | Oui |
| 2014  | Anvers          | 314 650 | Oui |

### Sénat
| Année | Circonscription                  | Voix    | Élu |
| ----- | -------------------------------- | ------- | --- |
| 2010  | Collège électoral néerlandophone | 785 776 | Oui |

### Élections communales
| Année | Commune | Voix   | Élu |
| ----- | ------- | ------ | --- |
| 2006  | Anvers  | 4 095  | Oui |
| 2012  | Anvers  | 77 732 | Oui |
| 2018  | Anvers  | 76 702 | Oui |

## Controverses

### Proximité avec des partis nationalistes ou avec le Vlaams Blok
Inquiet de la progression du parti de Bart De Wever, le parti d'extrême droite Vlaams Belang a essayé de le mettre en difficulté en publiant sur le site web de Filip Dewinter une photo datant de 1996 et le représentant aux côtés de Jean-Marie Le Pen du parti d'extrême droite français Front national, prise à l’occasion d’une conférence organisée par le Vlaams-Nationale Debatclub à Anvers, un club qui avait comme objectif l’unité des forces d’extrême droite en Europe. De Wever s’est défendu d’avoir un quelconque lien avec l’extrême droite.
Le 27 février 2011, De Wever assiste à la 74e édition de la Fête Nationale du Chant Flamand (Vlaams Nationaal Zangfeest) à Anvers en compagnie de cinq mille nationalistes flamands dont des élus de la N-VA et des membres du parti d’extrême droite Vlaams Belang. Ils y fêtaient cette année les 50 ans d'existence des jeunesses flamandes du Vlaams Nationaal Jeugdverbond (Alliance de la jeunesse nationale flamande), qui regroupe les jeunesses flamandes d’extrême droite.

### Polémique autour de l’arrestation de juifs anversois
Fin octobre 2007, De Wever a qualifié de gratuites les excuses présentées par Patrick Janssens après plus de soixante ans à la communauté juive. À la suite de recherches historiques récentes, il était apparu que l’administration de la ville d’Anvers et le corps de police communale avaient été responsables, au cours de la Seconde Guerre mondiale, de négligence coupable et de collaboration avec l’occupant allemand dans la recherche et l’arrestation de juifs anversois. La position de De Wever, suscita beaucoup de critiques et créa des polémiques dans le monde politique des deux côtés de la frontière linguistique, à la suite desquelles il présenta ses excuses aux représentants de la communauté juive, ce qui n'empêcha pas Francis Martens, un psychanalyste belge, de considérer qu'il frôlait le négationnisme.[pertinence contestée] Dans une lettre ouverte, il s’exprima sur son erreur d’appréciation : « La communication politique ne supporte pas la nuance, la communication scientifique se nourrit de nuances »,.

### Polémique de la wallonisation de l'économie belge
Le président de la N-VA ayant évoqué la « wallonisation » de l'économie belge le dimanche 28 octobre 2012 sur la VRT, il s'attire les foudres d'un ancien syndicaliste flamand à la SNCB, Jos Digneffe, qui voit dans son propos un caractère raciste.
Estimant que « cela avait assez duré », le syndicaliste flamand à la pension s'interroge : selon « qui d'autre que Bart De Wever la Wallonie est-elle responsable de la fermeture de Ford? ». « Notre économie se wallonise » selon « cette espèce de semeur de haine », rapporte-t-il avant de conclure qu'« un grand leader mû par des principes racistes (anti-Wallons) s'est levé. Les Wallons d'aujourd'hui semblent être les Juifs d'hier ».

### Polémique des T-shirts arc-en-ciel aux guichets de la ville d'Anvers
Le 3 février 2013, Bart De Wever provoque une polémique en interdisant aux fonctionnaires de la commune d'Anvers d'arborer au guichet un T-shirt affichant leur homosexualité, indiquant : « Je ne veux pas qu'une personne portant un T-shirt arc-en-ciel soit assise à un guichet. Parce qu'un homosexuel indique clairement, par cette symbolique, à quelle obédience il appartient ».
Sa déclaration suscite de nombreuses réactions négatives dans le monde politique, à commencer par celle du secrétaire d'État à la Région Bruxelloise Bruno De Lille et du président du CD&V (Parti social-chrétien flamand) Wouter Beke.
Cette déclaration suscite également la désapprobation de Bruno Tobback, président du Parti socialiste flamand sp.a, d'Alexander De Croo, ministre fédéral et ancien président du parti libéral flamand Open VLD.

### Air Francken
Le 21 mai 2019, les journaux belges révèlent que lors d’une réunion interne à Hoboken (Anvers) en 2016, Bart De Wever dévoilait des arrestations de masse (De Wever parle de « rafles policières ») à Anvers visant certaines nationalités en fonction du nombre de places disponibles en centre fermé et de la destination des vols de rapatriement. Bart de Wever surnomme ces arrestations ciblées « Air Francken ». Selon les propos de De Wever, enregistrés à son insu par un journaliste infiltré, les arrestations résultaient d'une collaboration entre les services de police et l’Office des étrangers dirigé par Théo Francken, secrétaire d'État à l'Asile et aux Migrations,.

## Pastiche «Bart chez les Flamands»
Un pastiche de Bart De Wever apparaît en 2012 dans le roman de politique-fiction Bart chez les Flamands de Frank Andriat, roman dont l'action se déroule en 2030, quatorze ans après la scission de la Belgique, et implique le dirigeant nationaliste wallon imaginaire Bart Lecoq, chef du parti nationaliste wallon NWA (Nouvelle Wallonie).

### Ouvrages publiés par Bart De Wever
- (nl) De schaduw van de leider - Joris Van Severen en het na-oorlogs Vlaams-nationalisme (1945-1970)[120] dans Revue belge d'Histoire contemporaine, XXXI, 2001, 1-2, p. 177-252 [lire en ligne]
- (nl) Het kostbare weefsel. Vijf jaar maatschappijkritiek, Uitg. Pelckmans, Kapellen, 216 p,  (ISBN 978-9-028-93910-3).
- Het Regime van Bart De Wever, Davidsfonds, 2012 (ouvrage publié à la suite d'un régime alimentaire d'amincissement)
- Woke, Les 3 As, 2023, 140 p.

### Ouvrages sur Bart De Wever
- Marcel Sel, Les secrets de Bart De Wever, Éditions de l'Arbre, 2011, 439 pages. Essai critique sur le nationalisme de Bart de Wever[121].
- Karel Cambien, Bart de Wever: ik ben (niet) staatsgevaarlijk, livre numérique, 300 pages,  (ISBN 9789461312877). Présentation de « 1001 phrases assassines » de Bart De Wever[122].
- Falzar & Marco Paulo, Bad Bartje - Tome 1, Éditions Kennes, 49 pages,  (ISBN 9782875800237)[123].